# Penny Flame
Jennifer „Jennie” Ketcham (ur. 22 lutego 1983 w Aurorze) – amerykańska aktorka i reżyserka filmów pornograficznych występująca pod pseudonimem Penny Flame, także blogerka. Jej pseudonim artystyczny to połączenie piosenki zespołu The Beatles „Penny Lane” i jej zwyczaju palenia marihuany. 

## Życiorys

### Wczesne lata
Urodziła się w Aurorze w stanie Kolorado. Wychowywała się na terenie metropolii San Francisco. W wieku 12 lat praktykowała bezpieczny seks. Po ukończeniu średniej szkoły rozpoczęła studia na Uniwersytecie Stanowym San Diego w San Diego na kierunku administracji w biznesie. Chcąc zarobić pieniądze na czesne, zaczęła pracować jako modelka.

### Kariera
W 2002 roku zdecydowała się rozpocząć karierę w przemyśle pornograficznym. Zaczynała jako fotomodelka. Debiutowała w filmie Indian Givers wyprodukowanym przez Digital Playgound. Występowała sama albo w scenach lesbijskich. Poza planem filmowym spotykała się z Jesse Jane (2004). Wzięła udział w serialu dokumentalnym Pornucopia: Going Down in the Valley (2004).
W 2005 roku zaczęła pracować z mężczyznami. Pierwszym filmem, gdzie wystąpiła w scenach seksu heteroseksualnego był Dirty Dave's Sugar Daddy 5. W tym samym roku zdobyła nagrodę AVN Award w kategorii „najlepsza scena seksu solo” za film Repo Girl. Pod koniec 2005 roku wystąpiła w pierwszej większej produkcji Darlsode. Rola w nim przyniosła jej dwie nagrody AVN Award: za najlepszą scenę seksu z Herschelem Savage i za najlepszą scenę seksu grupowego.
Brała najczęściej udział w filmach typu gonzo. Związana kontraktem z Shane's World Studio zaczęła reżyserować filmy dla dorosłych: w 2005 roku Shane's World: Girls Night Out 2, w następnym Shane's World: Girls Night Out 3, a w latach 2006–2007 trzy części Blazed and Confused.

## Nagrody
| Rok  | Nagroda                                                      | Kategoria                       | Film                             | Inni wykonawcy                                                           |
| ---- | ------------------------------------------------------------ | ------------------------------- | -------------------------------- | ------------------------------------------------------------------------ |
| 2005 | AVN Award                                                    | Najlepsza scena seksu solo      | Repo Girl (2003)                 | -                                                                        |
| 2006 | Adam Film World Guide Award                                  | Aktorka roku                    | DarkSide (2005)                  | -                                                                        |
| 2006 | XRCO Award                                                   | Najlepsza ekranowa para         | DarkSide (2005)                  | Herschel Savage                                                          |
| 2006 | AVN Award                                                    | Najlepsza scena seksu w parze   | DarkSide (2005)                  | Herschel Savage                                                          |
| 2006 | AVN Award                                                    | Najlepsza scena seksu grupowego | DarkSide (2005)                  | Alicia Alighatti, Dillan Lauren, Hillary Scott, Randy Spears i John West |
| 2008 | AVN Award                                                    | Najlepsza aktorka - film        | Layout (2007)                    | -                                                                        |
| 2008 | AVN Award                                                    | Najlepsza scena seksu w parze   | Layout (2007)                    | Tom Byron                                                                |
| 2008 | Fans of Adult Media and Entertainment Award (F.A.M.E. Award) | Ulubiona gwiazdka oralna        | -                                | -                                                                        |
| 2010 | AVN Award                                                    | Najlepsza aktorka drugoplanowa  | Throat: A Cautionary Tale (2009) | -                                                                        |

## Publikacje
- Jennifer Ketcham: I Am Jennie. Gallery Books, 2012. ISBN 978-1-4516-4476-0.